# Борха-и-Энрикес, Хуан де
Хуан де Борха-и-Энрикес (исп. Juan de Borja y Enriquez; 1493/94 — 1543) — третий герцог Гандии и Сесса из рода Борджиа, коннетабль Неаполя. От него по прямой мужской линии происходят все испанские Борджиа XVII—XVIII веков. Отец — Хуан Борджиа, мать — Мария Энрикес де Луна (двоюродная сестра Фердинанда Католика и правнучка герцога Трухильо).
Будучи воспитан в окружении матери и сестры, впоследствии ставших монахинями, Хуан был глубоко религиозным человеком. В 1511 году вступил в брак с Хуаной Арагонской, незаконной дочерью Алонсо Арагонского, архиепископа Сарагосы — внебрачного сына Фердинанда Католика. Она умерла при родах в 1520 году. Второй женой Хуана стала Франциска де Кастро. В общей сложности от обеих жен у него было семнадцать законных детей; кроме того, известно об одном внебрачном.
Из восемнадцати детей Хуана двое стали кардиналами, один архиепископом и пять дочерей ушли в монастырь. Из оставшихся четыре дочери вышли замуж за испанских вельмож, сыновья стали наместниками, военными, а один (Диего) стал священником и пал в бою.
Наиболее известен его старший сын, святой Франсиско Борджа, четвёртый герцог Гандия; после смерти жены он принял постриг и ввиду дружбы с Лойолой получил назначение третьим генералом (руководителем) ордена иезуитов.